# Corbio

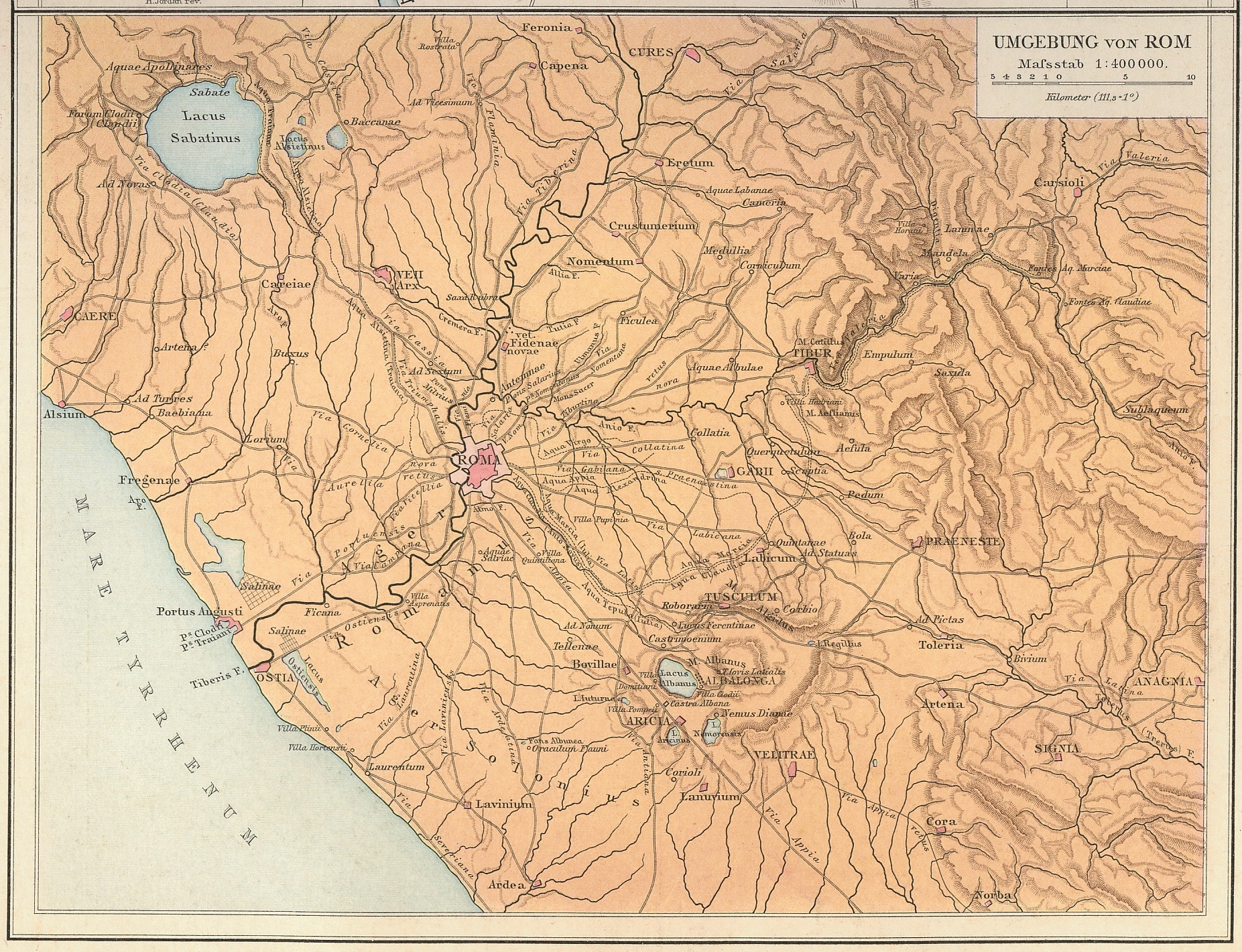
Lage von Corbio etwa vier Kilometer östlich von Tusculum

Corbio war eine antike Stadt und Festung in Latium im Osten der Albaner Berge. Sie gehörte zeitweilig zu den Aequern, später zum Gebiet der Latiner, und ist in ihrer Geschichte einige Male verwüstet worden. 491 v. Chr. soll sie zusammen mit anderen Städten von Gnaeus Marcius Coriolanus erobert worden sein. 457 v. Chr. wurde die Stadt vom römischen Konsul Gaius Horatius Pulvillus zerstört.

## Schlacht von Corbio
Im Jahr 446 v. Chr. während des vierten Konsulat des Titus Quinctius Capitolinus Barbatus, griffen die Volsker mit den Aequern Rom an, da dieses gerade durch einen Konflikt zwischen der Ober- und Unterschicht geschwächt war. Nach dem Zug gegen Rom marschierten sie mit reicher Beute nach Corbio ab. Hier kam es zur Schlacht zwischen dem Konsul Quinctius und den Volskern und ihren verbündeten Aequern. Aus dieser Schlacht ging Rom nach den vorhandenen Schriftquellen als Sieger hervor.